# Sienna (Wzgórza Trzebnickie)
Sienna – wzgórze, wzniesienie, położone w obrębie Wzgórz Trzebnickich, w mikroregionie Grzbietu Trzebnickiego. Znajduje się w gminie Oborniki Śląskie. Jego wierzchołek położony jest na wysokości bezwzględnej wynoszącej 161 m n.p.m.

## Położenie i otoczenie
Sienna jest częścią Wzgórz Trzebnickich, będących mezoregionem o identyfikatorze 318.44 (według regionalizacji fizycznogeograficznej opracowanej przez Jerzego Kondrackiego), należących do Wału Trzebnickiego (makroregion o indeksie 318.4). W ramach tych Wzgórz Trzebnickich wyróżnia się także mikroregion, obejmujący Sienną – Grzbiet Trzebnicki (mikroregion o indeksie 318.444). Wzgórze to leży w południowo-zachodniej części Grzbietu Trzebnickiego. Pod względem regionalizacji przyrodniczo-leśnej wzgórze położone jest w mezoregionie Wzgórz Trzebnicko-Ostrzeszowskich.
Natomiast pod względem podziału administracyjnego wzniesienie jest położone na terenie gminy Oborniki Śląskie, w obrębie ewidencyjnym Rościsławice. Gmina ta przynależy do powiatu Trzebnickiego w województwie dolnośląskim.
Na południe od wzniesienia znajdują się takie obiekty fizjograficzne Wzgórz Trzebnickich jak (poczynając od wschodu w kierunku na zachód: Rościsławicka Góra, Stróżek, Głaźnik oraz Wysoczyzna Rościsławicka. W kierunku północno-zachodnim położone jest kolejne wzniesienie – Spadziste, a na kierunku północnym i północno-wschodnim leżą Płaskowyż Lipy i Długie Wzgórze.

## Charakterystyka
Najwyższy punkt wzgórza Sienna osiąga wysokość bezwzględną wynoszącą 161 m n.p.m. (161,1 m n.p.m). W rejonie wierzchołka wzniesienia teren na zachodnim i północnym skłonie pokryty jest lasem, a na południowym i wschodnim zagospodarowany jest użytkami rolnymi. W niedalekiej odległości w kierunku północno-wschodnim leży miejscowość Rościsławice, a w północnej części masywu przebiega ulica Łąkowa, a dalej ulica Wołowska w Rościsławicach. Tą ostanią wyznaczono przebieg drogi wojewódzkiej numer 340. Okoliczne lasy podlegają nadleśnictwu Oborniki Śląskie, leśnictwu Kraniec. Są to tak zwane Lasy Rościsławickie. Las mający swój początek w rejonie wierzchołka wzniesienia jest lasem gospodarczym zaliczanym według typu siedliskowego lasu do borów mieszanych świeżych. W drzewostanie dominują takie gatunki lub rodzaje drzew jak sosna zwyczajna, modrzew europejski, buk pospolity, dąb, a miejscowo występują także czereśnia zwyczajna, kasztanowiec biały, lipa drobnolistna, klon pospolity, klon jawor. Ponadto w podszycie, przestojach lub nasiennikach, oprócz niektórych z wymienionych wyżej gatunków lub rodzajów drzew występują takie gatunki roślin jak: jarząb pospolity, czeremcha późna, robinia akacjowa, leszczyna pospolita, brzoza brodawkowata.

## Nazwa
Nazwa własna – Sienna – jest nazwą urzędową. Została ustalona i ujęta w państwowym rejestrze nazw geograficznych na podstawie Zarządzenia nr 70 z dnia 30 marca 1954 r. wydanego przez Prezesa Rady Ministrów (Monitor Polski z 1954 nr 38, poz. 516). Odnosi się ona do ukształtowania terenu należącego do rodzaju wzgórza, wzniesienia. W rejestrze tym przypisano jej identyfikator: PRNG – 205720, identyfikator IIP – PL.PZGiK.320.NGRP.205720. Podaje on następujące współrzędne geograficzne punktu głównego wzniesienia: szerokość geograficzna – 51°17'58" N, długość geograficzna – 16°49'11" E. W rejestrze tym jest ważna od 14.04.2015 r..
W czasie przynależności tego obszaru do Niemiec wzniesienie nosiło nazwę Schienen Berg.